# Condado de Krapina-Zagorje
O Condado de Krapina-Zagorje (em croata: Krapinsko-zagorska županija) é um condado da Croácia. Sua capital é a cidade de Krapina.

## Divisão administrativa
O condado está dividido em sete cidades e 25 municípios.
As cidades são:
- Donja Stubica
- Klanjec
- Krapina
- Oroslavje
- Pregrada
- Zabok
- Zlatar

Os municípios são:
- Bedekovčina
- Budinščina
- Desinić
- Đurmanec
- Gornja Stubica
- Hrašćina
- Hum na Sutli
- Jesenje
- Konjščina
- Kraljevec na Sutli
- Krapinske Toplice
- Kumrovec
- Lobor
- Mače
- Marija Bistrica
- Mihovljan
- Novi Golubovec
- Petrovsko
- Radoboj
- Stubičke Toplice
- Sveti Križ Začretje
- Tuhelj
- Veliko Trgovišće
- Zagorska Sela
- Zlatar Bistrica